# ديكلان ريان
ديكلان ريان (بالإنجليزية: Declan Ryan)‏ هو لاعب قذف أيرلندي، ولد في 25 مارس 1968 في Clonoulty ‏ في جمهورية أيرلندا.